# Neornithes
Die Neornithes (Rezente Vögel oder Neuzeitliche Vögel – auch „Moderne Vögel“) umfassen als Teilgruppe der Klasse der Vögel alle heute lebenden Vögel, alle ausgestorbenen Vögel des Känozoikums sowie einige Vogelarten der Kreidezeit. Das Taxon (systematische Einheit) findet seit seiner Einführung durch Gadow (1893) vor allem in der Paläornithologie bei der Abgrenzung moderner Vogelgruppen zu ausgestorbenen Vogelgruppen des Mesozoikums Verwendung und stellt die Kronengruppe der Vögel dar.
In der Rezentbiologie wird „Vögel“ (Aves) als Gruppenbezeichnung oft synonym zur Gruppe Neornithes gebraucht. Nach der Definition des US-amerikanischen Wirbeltier-Paläontologen Jacques Gauthier (1986) sind Aves und Neornithes tatsächlich Synonyme. Gauthier führt stattdessen für die fossilen Stammgruppenvertreter und die rezenten Vögel die Bezeichnung Avialae ein.

## Merkmale
Moderne Vögel besitzen nach Hope (2002) folgende gemeinsame abgeleitete Merkmale: Verschmelzen der Maxillar- und Prämaxillarknochen; das Maxillare ist stark reduziert und primär auf die Gaumenregion beschränkt; die Mandibularsymphysen sind miteinander verschmolzen; Verschmelzen von Dentale und Surangulare; das Fehlen von Zähnen; die Schultergelenkgrube des Rabenbeins ist seitlich nicht stärker ausgedehnt als der Schulterblattansatz des Rabenbeins; die Schultergelenkgrube am Schulterblatt ist seitlich oder nach-vorn-seitlich orientiert; die Schultergelenkgrube des Rabenbeins ist z. T. oder völlig von der des Schulterblattes getrennt; der Schultergelenkkopf ist groß; die Vertiefung für das Oberarmligament deutlich ausgeprägt; der Deltopectoralkamm des Oberarms ist nach vorn gebogen und die Pneumotricipitalvertiefung ist aufgrund einer pneumatischen Öffnung perforiert.

## Phylogenese
Als der älteste sichere Beleg für die Neornithes gilt Vegavis iaai, ein Gänsevogel, dessen Fossilien in Sedimentgesteinen der antarktischen Vega-Insel entdeckt wurden (Clarke u. a. 2005). Die Bildungszeit des Fossilvorkommens fällt in das Maastrichtium. Es wurden weitere Vertreter moderner Vogelordnungen aus der Oberen Kreidezeit beschrieben, die jedoch aufgrund der fragmentarischen Erhaltung der zugrunde liegenden Fossilien alle als zweifelhaft gelten.
Ob die adaptive Radiation der Neornithes im Wesentlichen vor oder nach der Kreide-Tertiär-Grenze stattfand, ist umstritten: Während das Fehlen fossiler Belege aus der Kreidezeit und das Auftreten aller modernen Ordnungen im Paläozän und Eozän (z. B. Dyke u. a. 2004) als Beleg für eine rasche Radiation der Neornithes nach dem Massensterben am Ende der Kreidezeit gewertet wird (Feduccia 2003), deuten alle molekularbiologischen Befunde konsistent auf einen Ursprung moderner Vogelordnungen lang vor Ende der Kreidezeit hin (z. B. Slack u. a. 2006, Harrison u. a. 2004). Nach einem Modell, das sowohl paläontologischen als auch molekularbiologischen Ergebnissen Rechnung trägt, bestand eine Vielzahl von Entwicklungslinien moderner Vögel bereits seit der Kreidezeit, die ökologische Diversifizierung innerhalb einzelner moderner Gruppen geschah jedoch erst zu Beginn des Tertiärs (Harrison u. a. 2004).
Gemäß dieser Auffassung divergierten bereits in der Unterkreide vor ca. 100 Millionen Jahren die beiden noch heute auftretenden Teilgruppen der Neornithes, die Urkiefervögel (Palaeognathae) und die Neukiefervögel (Neognathae). Die morphologisch einander ähnlichen Gruppen der Hühnervögel (Galliformes) und Gänsevögel (Anseriformes) (anatomischer Vergleich: siehe Dzerzhinsky 1995) bilden das Taxon Galloanserae, dessen Stammform sich in der frühen Oberkreide von der Stammform der Neoaves, die alle anderen Vogelgruppen der Neukiefervögel umfassen, trennte.
Die biologische Systematik der Vögel stellt sich unter Einbeziehung der Gruppe Pygostylia und neuer Erkenntnisse zu den Verwandtschaftsverhältnissen mesozoischer Vögel folgendermaßen dar:
|           | Hesperornithiformes                                                                                                |
|           | |
| Carinatae | \| \| Ichthyornithiformes \| \| \| \| \| \| Neornithes („Aves“ nach Fastovsky und Weishampel 2005)[11] \| \| \| \| |
|           | \| \| Ichthyornithiformes \| \| \| \| \| \| Neornithes („Aves“ nach Fastovsky und Weishampel 2005)[11] \| \| \| \| |
|           | Ichthyornithiformes                                                                                                |
|           | |
|           | Neornithes („Aves“ nach Fastovsky und Weishampel 2005)                                                             |
|           | |

|  | Ichthyornithiformes                                    |
|  |                                                        |
|  | Neornithes („Aves“ nach Fastovsky und Weishampel 2005) |
|  |                                                        |

|           | Hesperornithiformes                                                                                                |
|           | |
| Carinatae | \| \| Ichthyornithiformes \| \| \| \| \| \| Neornithes („Aves“ nach Fastovsky und Weishampel 2005)[11] \| \| \| \| |
|           | \| \| Ichthyornithiformes \| \| \| \| \| \| Neornithes („Aves“ nach Fastovsky und Weishampel 2005)[11] \| \| \| \| |
|           | Ichthyornithiformes                                                                                                |
|           | |
|           | Neornithes („Aves“ nach Fastovsky und Weishampel 2005)                                                             |
|           | |

|  | Ichthyornithiformes                                    |
|  |                                                        |
|  | Neornithes („Aves“ nach Fastovsky und Weishampel 2005) |
|  |                                                        |

|           | Hesperornithiformes                                                                                                |
|           | |
| Carinatae | \| \| Ichthyornithiformes \| \| \| \| \| \| Neornithes („Aves“ nach Fastovsky und Weishampel 2005)[11] \| \| \| \| |
|           | \| \| Ichthyornithiformes \| \| \| \| \| \| Neornithes („Aves“ nach Fastovsky und Weishampel 2005)[11] \| \| \| \| |
|           | Ichthyornithiformes                                                                                                |
|           | |
|           | Neornithes („Aves“ nach Fastovsky und Weishampel 2005)                                                             |
|           | |

|  | Ichthyornithiformes                                    |
|  |                                                        |
|  | Neornithes („Aves“ nach Fastovsky und Weishampel 2005) |
|  |                                                        |

|           | Hesperornithiformes                                                                                                |
|           | |
| Carinatae | \| \| Ichthyornithiformes \| \| \| \| \| \| Neornithes („Aves“ nach Fastovsky und Weishampel 2005)[11] \| \| \| \| |
|           | \| \| Ichthyornithiformes \| \| \| \| \| \| Neornithes („Aves“ nach Fastovsky und Weishampel 2005)[11] \| \| \| \| |
|           | Ichthyornithiformes                                                                                                |
|           | |
|           | Neornithes („Aves“ nach Fastovsky und Weishampel 2005)                                                             |
|           | |

|  | Ichthyornithiformes                                    |
|  |                                                        |
|  | Neornithes („Aves“ nach Fastovsky und Weishampel 2005) |
|  |                                                        |

|           | Hesperornithiformes                                                                                                |
|           | |
| Carinatae | \| \| Ichthyornithiformes \| \| \| \| \| \| Neornithes („Aves“ nach Fastovsky und Weishampel 2005)[11] \| \| \| \| |
|           | \| \| Ichthyornithiformes \| \| \| \| \| \| Neornithes („Aves“ nach Fastovsky und Weishampel 2005)[11] \| \| \| \| |
|           | Ichthyornithiformes                                                                                                |
|           | |
|           | Neornithes („Aves“ nach Fastovsky und Weishampel 2005)                                                             |
|           | |

|  | Ichthyornithiformes                                    |
|  |                                                        |
|  | Neornithes („Aves“ nach Fastovsky und Weishampel 2005) |
|  |                                                        |

|           | Hesperornithiformes                                                                                                |
|           | |
| Carinatae | \| \| Ichthyornithiformes \| \| \| \| \| \| Neornithes („Aves“ nach Fastovsky und Weishampel 2005)[11] \| \| \| \| |
|           | \| \| Ichthyornithiformes \| \| \| \| \| \| Neornithes („Aves“ nach Fastovsky und Weishampel 2005)[11] \| \| \| \| |
|           | Ichthyornithiformes                                                                                                |
|           | |
|           | Neornithes („Aves“ nach Fastovsky und Weishampel 2005)                                                             |
|           | |

|  | Ichthyornithiformes                                    |
|  |                                                        |
|  | Neornithes („Aves“ nach Fastovsky und Weishampel 2005) |
|  |                                                        |

|           | Hesperornithiformes                                                                                                |
|           | |
| Carinatae | \| \| Ichthyornithiformes \| \| \| \| \| \| Neornithes („Aves“ nach Fastovsky und Weishampel 2005)[11] \| \| \| \| |
|           | \| \| Ichthyornithiformes \| \| \| \| \| \| Neornithes („Aves“ nach Fastovsky und Weishampel 2005)[11] \| \| \| \| |
|           | Ichthyornithiformes                                                                                                |
|           | |
|           | Neornithes („Aves“ nach Fastovsky und Weishampel 2005)                                                             |
|           | |

|  | Ichthyornithiformes                                    |
|  |                                                        |
|  | Neornithes („Aves“ nach Fastovsky und Weishampel 2005) |
|  |                                                        |

|           | Hesperornithiformes                                                                                                |
|           | |
| Carinatae | \| \| Ichthyornithiformes \| \| \| \| \| \| Neornithes („Aves“ nach Fastovsky und Weishampel 2005)[11] \| \| \| \| |
|           | \| \| Ichthyornithiformes \| \| \| \| \| \| Neornithes („Aves“ nach Fastovsky und Weishampel 2005)[11] \| \| \| \| |
|           | Ichthyornithiformes                                                                                                |
|           | |
|           | Neornithes („Aves“ nach Fastovsky und Weishampel 2005)                                                             |
|           | |

|  | Ichthyornithiformes                                    |
|  |                                                        |
|  | Neornithes („Aves“ nach Fastovsky und Weishampel 2005) |
|  |                                                        |

|           | Hesperornithiformes                                                                                                |
|           | |
| Carinatae | \| \| Ichthyornithiformes \| \| \| \| \| \| Neornithes („Aves“ nach Fastovsky und Weishampel 2005)[11] \| \| \| \| |
|           | \| \| Ichthyornithiformes \| \| \| \| \| \| Neornithes („Aves“ nach Fastovsky und Weishampel 2005)[11] \| \| \| \| |
|           | Ichthyornithiformes                                                                                                |
|           | |
|           | Neornithes („Aves“ nach Fastovsky und Weishampel 2005)                                                             |
|           | |

|  | Ichthyornithiformes                                    |
|  |                                                        |
|  | Neornithes („Aves“ nach Fastovsky und Weishampel 2005) |
|  |                                                        |

|           | Hesperornithiformes                                                                                                |
|           | |
| Carinatae | \| \| Ichthyornithiformes \| \| \| \| \| \| Neornithes („Aves“ nach Fastovsky und Weishampel 2005)[11] \| \| \| \| |
|           | \| \| Ichthyornithiformes \| \| \| \| \| \| Neornithes („Aves“ nach Fastovsky und Weishampel 2005)[11] \| \| \| \| |
|           | Ichthyornithiformes                                                                                                |
|           | |
|           | Neornithes („Aves“ nach Fastovsky und Weishampel 2005)                                                             |
|           | |

|  | Ichthyornithiformes                                    |
|  |                                                        |
|  | Neornithes („Aves“ nach Fastovsky und Weishampel 2005) |
|  |                                                        |

|           | Hesperornithiformes                                                                                                |
|           | |
| Carinatae | \| \| Ichthyornithiformes \| \| \| \| \| \| Neornithes („Aves“ nach Fastovsky und Weishampel 2005)[11] \| \| \| \| |
|           | \| \| Ichthyornithiformes \| \| \| \| \| \| Neornithes („Aves“ nach Fastovsky und Weishampel 2005)[11] \| \| \| \| |
|           | Ichthyornithiformes                                                                                                |
|           | |
|           | Neornithes („Aves“ nach Fastovsky und Weishampel 2005)                                                             |
|           | |

|  | Ichthyornithiformes                                    |
|  |                                                        |
|  | Neornithes („Aves“ nach Fastovsky und Weishampel 2005) |
|  |                                                        |

|           | Hesperornithiformes                                                                                                |
|           | |
| Carinatae | \| \| Ichthyornithiformes \| \| \| \| \| \| Neornithes („Aves“ nach Fastovsky und Weishampel 2005)[11] \| \| \| \| |
|           | \| \| Ichthyornithiformes \| \| \| \| \| \| Neornithes („Aves“ nach Fastovsky und Weishampel 2005)[11] \| \| \| \| |
|           | Ichthyornithiformes                                                                                                |
|           | |
|           | Neornithes („Aves“ nach Fastovsky und Weishampel 2005)                                                             |
|           | |

|  | Ichthyornithiformes                                    |
|  |                                                        |
|  | Neornithes („Aves“ nach Fastovsky und Weishampel 2005) |
|  |                                                        |

|           | Hesperornithiformes                                                                                                |
|           | |
| Carinatae | \| \| Ichthyornithiformes \| \| \| \| \| \| Neornithes („Aves“ nach Fastovsky und Weishampel 2005)[11] \| \| \| \| |
|           | \| \| Ichthyornithiformes \| \| \| \| \| \| Neornithes („Aves“ nach Fastovsky und Weishampel 2005)[11] \| \| \| \| |
|           | Ichthyornithiformes                                                                                                |
|           | |
|           | Neornithes („Aves“ nach Fastovsky und Weishampel 2005)                                                             |
|           | |

|  | Ichthyornithiformes                                    |
|  |                                                        |
|  | Neornithes („Aves“ nach Fastovsky und Weishampel 2005) |
|  |                                                        |

|           | Hesperornithiformes                                                                                                |
|           | |
| Carinatae | \| \| Ichthyornithiformes \| \| \| \| \| \| Neornithes („Aves“ nach Fastovsky und Weishampel 2005)[11] \| \| \| \| |
|           | \| \| Ichthyornithiformes \| \| \| \| \| \| Neornithes („Aves“ nach Fastovsky und Weishampel 2005)[11] \| \| \| \| |
|           | Ichthyornithiformes                                                                                                |
|           | |
|           | Neornithes („Aves“ nach Fastovsky und Weishampel 2005)                                                             |
|           | |

|  | Ichthyornithiformes                                    |
|  |                                                        |
|  | Neornithes („Aves“ nach Fastovsky und Weishampel 2005) |
|  |                                                        |

|           | Hesperornithiformes                                                                                                |
|           | |
| Carinatae | \| \| Ichthyornithiformes \| \| \| \| \| \| Neornithes („Aves“ nach Fastovsky und Weishampel 2005)[11] \| \| \| \| |
|           | \| \| Ichthyornithiformes \| \| \| \| \| \| Neornithes („Aves“ nach Fastovsky und Weishampel 2005)[11] \| \| \| \| |
|           | Ichthyornithiformes                                                                                                |
|           | |
|           | Neornithes („Aves“ nach Fastovsky und Weishampel 2005)                                                             |
|           | |

|  | Ichthyornithiformes                                    |
|  |                                                        |
|  | Neornithes („Aves“ nach Fastovsky und Weishampel 2005) |
|  |                                                        |

|           | Hesperornithiformes                                                                                                |
|           | |
| Carinatae | \| \| Ichthyornithiformes \| \| \| \| \| \| Neornithes („Aves“ nach Fastovsky und Weishampel 2005)[11] \| \| \| \| |
|           | \| \| Ichthyornithiformes \| \| \| \| \| \| Neornithes („Aves“ nach Fastovsky und Weishampel 2005)[11] \| \| \| \| |
|           | Ichthyornithiformes                                                                                                |
|           | |
|           | Neornithes („Aves“ nach Fastovsky und Weishampel 2005)                                                             |
|           | |

|  | Ichthyornithiformes                                    |
|  |                                                        |
|  | Neornithes („Aves“ nach Fastovsky und Weishampel 2005) |
|  |                                                        |